# Violet Jessop
Violet Constance Jessop, irsko - argentinska plovna stevardesa in medicinska sestra * 2. oktober 1887 Bahía Blanca, Argentina † 5. maj 1971 Great Ashfield, Suffolk, Anglija. 
Jessop je bila stevardesa in pozneje medicinska sestra, ki je najbolj znana po tem, da je preživela nesrečo treh največjih ladij tistega časa: RMS Titanic leta 1912, HMHS Britannic leta 1916 in RMS Olympic leta 1911. 

## Zgodnje življenje
Violet Jessop se je rodila 2. oktobra 1887 v Bahia Blanca v Argentini. Bila je najstarejša hči irskih priseljencev Williama in Katherine Jessop. Bila je prva od devetih otrok, od tega jih je preživelo šest. Jessop je večji del svojega otroštva preživela kot skrbnica za mlajše brate in sestre. Kot otrok je zbolela za domnevno tuberkulozo, ki jo je prebolela kljub napovedim zdravnikov, da bo njena bolezen usodna. Ko je bila Jessop stara 16 let, je njen oče umrl zaradi zapletov pri operaciji in družina se je preselila v Združeno Kraljestvo, kjer je Jessop obiskovala samostansko šolo in skrbela za svojo najmlajšo sestro, medtem ko je bila njena mati na morju zaposlena kot stevardesa. Ko je njena mati zbolela za rakom, je Jessop zapustila šolo in se po poti svoje matere prijavila za stevardeso. Jessop se je morala slabše obleči, da bi postala manj privlačna in se s tem lahko zaposlila. Leta 1908 je pri 21. letih prvič postala stevardesa. 

## Olympic
Leta 1911 je Jessop začela delati za britansko prestižno družbo White Star Line. 20. septembra 1911 je bila na krovu ladje RMS Olympic, ki je izplula iz Southamptona in kmalu pred obalo otoka Wight trčila v britansko vojaško ladjo HMS Hawke. Čeprav je v ladjo vdrlo veliko vode, je Olympic kljub močno poškodovanemu desnemu propelerju uspel doseči pristanišče v Southamptonu. Jessop se je v svojih spominih odločila, da o tem dogodku ne bo več govorila. 

## Titanic
10. aprila 1912 se je Violet Jessop, kot stevardesa vrkcala na RMS Titanic. Štiri dni pozneje, 14. aprila zvečer, je Titanic v severnem Atlantiku trčil v ledeno goro in v dveh urah potonil. Jessop je v svojih spominih opisala, da se je morala zglasiti na krovu, kjer je s kretnjami posredovala navodila potnikom, ki niso govorili angleško. Tako je lahko opazovala, kako so ljudi trpali v rešilne čolne. Pozneje so jo vkrcali v reševalni čoln št. 16 - ko so ga začeli spuščati, ji je eden od častnikov v roke porinil dojenčka, da je skrbela zanj. Zjutraj je Jessop in preostale preživele potnike rešila RMS Carpathia. Po besedah Jessop, naj bi na Carpathiji neka ženska (najverjetneje dojenčkova mama) brez besed iztrgala iz njenih rok dojenčka in zbežala. 

## Britannic
Med prvo svetovno vojno je Jessop služila, kot medicinska sestra za britanski rdeči križ. 21. novembra 1916 zjutraj je bila Jessop na krovu bolniške ladje HMHS Britannic, ko je ta v Egejskem morju zadela nemško morsko mino in potonila v eni uri. Jessop je v svojih spominih opisala, da je med potapljanjem ladje skočila iz reševalnega čolna, da je ne bi posrkalo med Britannicove propelerje. Vseeno jo je potegnilo pod vodo, kjer je z glavo udarila v kobilico enega od reševalnih čolnov, a ji je uspelo priplavati na površje in se rešiti na bližnji čoln. Opisala je zadnje trenutke preden je Britannic potonil in povedala, da se ima za preživetje zahvaliti svojim lasem, ki so ublažili udarec. Povedala je tudi to, da je iz kabine na Britannicu vzela le krtačo za lase, saj je bil to njen edini pripomoček, ki ga je pogrešala po potopu Titanica. 

## Poznejše življenje
Po vojni je leta 1920 Jessop še naprej delala za družbo White Star Line, preden se je pridružila družbi Red Star Line in nato Royal Mail Line. V času služenja v družbi Red Star Line je Jessop opravila dve plovbi po svetu na največji ladji Belgenland. Jessop se je pri poznih tridesetih letih poročila in se leta 1950 preselila v Great Ashfield, v Suffolku. Leta po upokojitvi je Jessop povedala, da je med nevihtno nočjo dobila telefonski klic od nekoga, ki jo je vprašal, če je rešila dojenčka v noči, ko je Titanic potonil. Jessop je odgovorila, da ja. Glas pa je nato rekel "Jaz sem bil tisti dojenček!", se zasmejal in odložil telefon. Njen prijatelj in biograf John Maxtone-Graham je dejal, da so najverjetneje nekateri otroci v vasi igrali šale nanjo. Jessop mu je pa odgovorila: "Ne John, še nikoli nisem nikomur povedala te zgodbe". Zapisi kažejo, da je bil edini dojenček na reševalnem čolnu 16, Assad Thomas, ki so ga izročili Edwinu Trouttu in ga pozneje znova združili z materjo na Carpathiji. Leta po upokojitvi je Jessop ugotovila tudi, da si je leta 1916, ko je preživela potop ladje Britannic, res poškodovala lobanjo, saj je imela zaradi tega velikokrat glavobole in je redno hodila na zdravniške preglede, ko ji je njen zdravnik nekega dne odkril, da ima staro poškodbo na njeni lobanji.  
Violet Jessop, znana tudi, kot "nepotopljiva gospa", je umrla 5. maja 1971, zaradi srčnega popuščanja, stara 83 let.